# 준 케네이

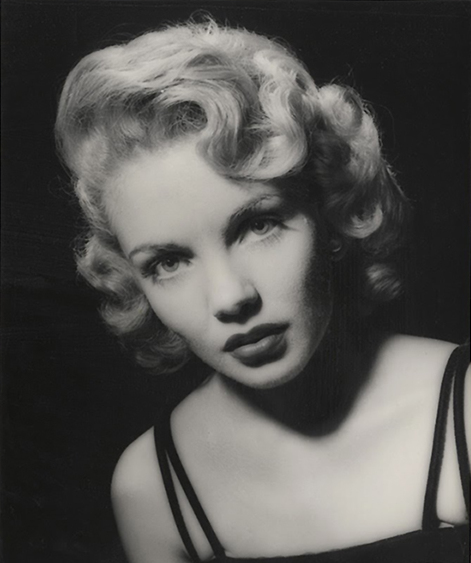

준 케네이(June Kenney, 1933년 7월 6일 ~ )는 미국의 배우, 영화배우이다.
보스턴에서 태어났다.

## 영화
- 핫 카 걸 (1958년)
- 거미(영어판) (1958년)